# Jean-Paul Laurens

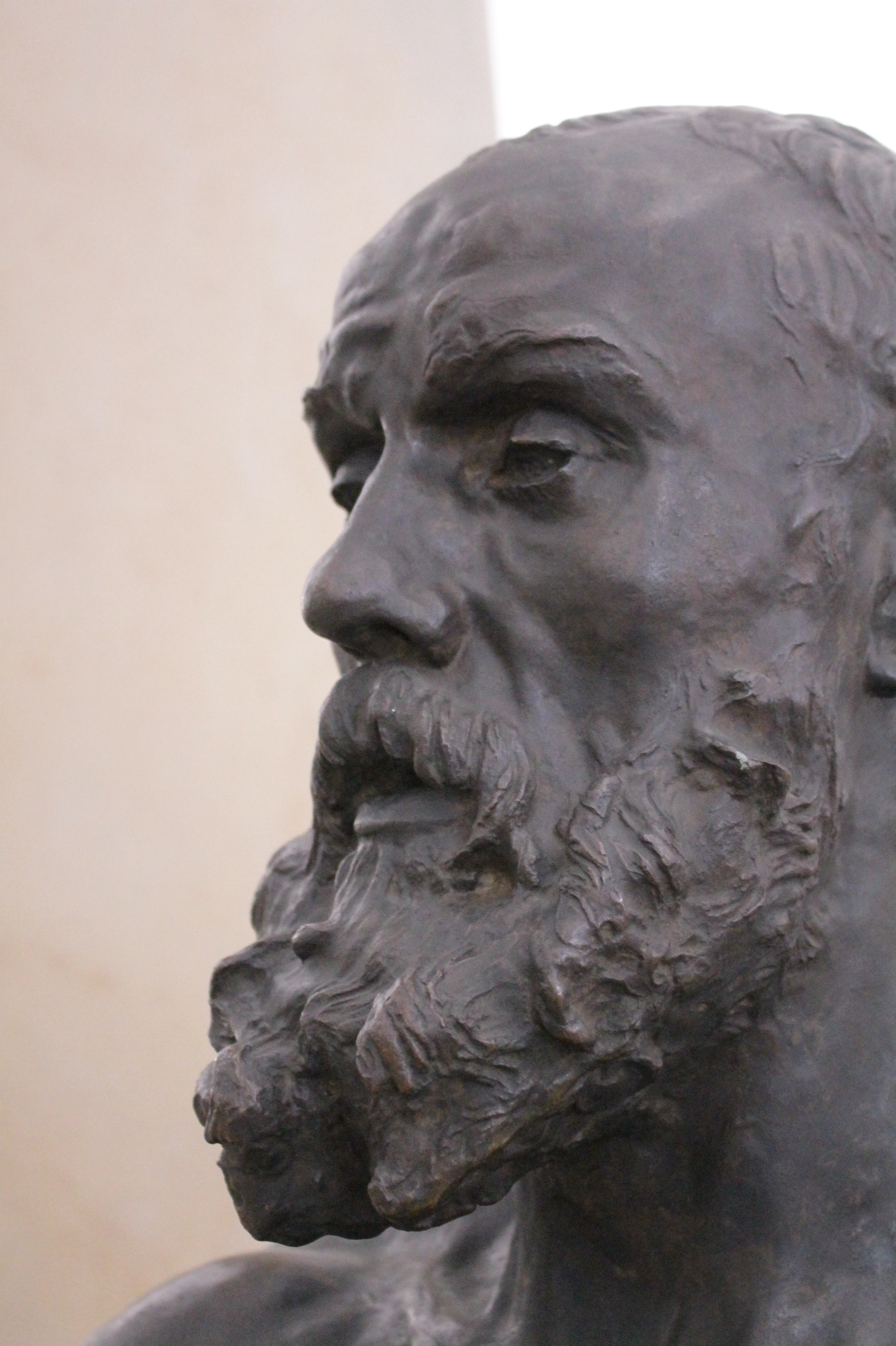
Jean-Paul Laurens per Auguste Rodin 1881, Albertinum, Dresden

Jean-Paul Laurens (28 de març de 1838 – 23 de març de 1921) va ser un pintor i escultor francès i un dels darrers exponents importants de l'estil Acadèmic francès.
Laurens va néixer a Fourquevaux i va ser alumne de Léon Cogniet i Alexandre Bida. Fortament anticlerical i republicà, la seva obra va treballar sovint temes històrics i religiosos, a través dels quals pretenia transmetre un missatge d'oposició a l'opressió monàrquica i clerical. La seva erudició i domini tècnic foren molt admirats en la seva època però, en els anys posteriors, la seva tècnica altament realista, unida a una posada en escena teatral, va arribar a ser considerada per alguns historiadors de l'art com a massa didàctica. Més recentment, però, la seva obra ha estat revalorada com una important i original renovació de la pintura d'història, un gènere que va estar en decadència durant la vida de Lauren.
Laurens va rebre l'encàrrec de pintar nombroses obres públiques per la Tercera República francesa, entre les quals hi havia la volta d'acer de l'Ajuntament de París, la monumental sèrie sobre la vida de santa Genoveva a l'absis del Panteó de París, el sostre decorat del Teatre Odéon i la sala de ciutadans distingits al capitol de Tolosa. També va fer les il·lustracions per a les Récits des temps mérovingiens d'August Thierry.
Va ser un professor molt respectat a l'Académie Julian de París i va exercir també a l'École nationale supérieure des Beaux-Arts de la mateixa ciutat, on va ensenyar a André Dunoyer de Segonzac i George Barbier. Va morir a París als 82 anys. Dos dels seus fills, Paul Albert Laurens (1870–1934) i Jean-Pierre Laurens (1875–1932), es van convertir en pintors i professors a l'Académie Julian.

## Estudiants notables
- Marjorie Bates[1]
- Emilio Boggio
- Catharine Carter Critcher
- Georges Dufrénoy
- Ludwig Deutsch
- Sears Gallagher
- Thomas Cooper Gotch
- Cecilia Cutescu-Storck
- Louise Herreshoff[2]

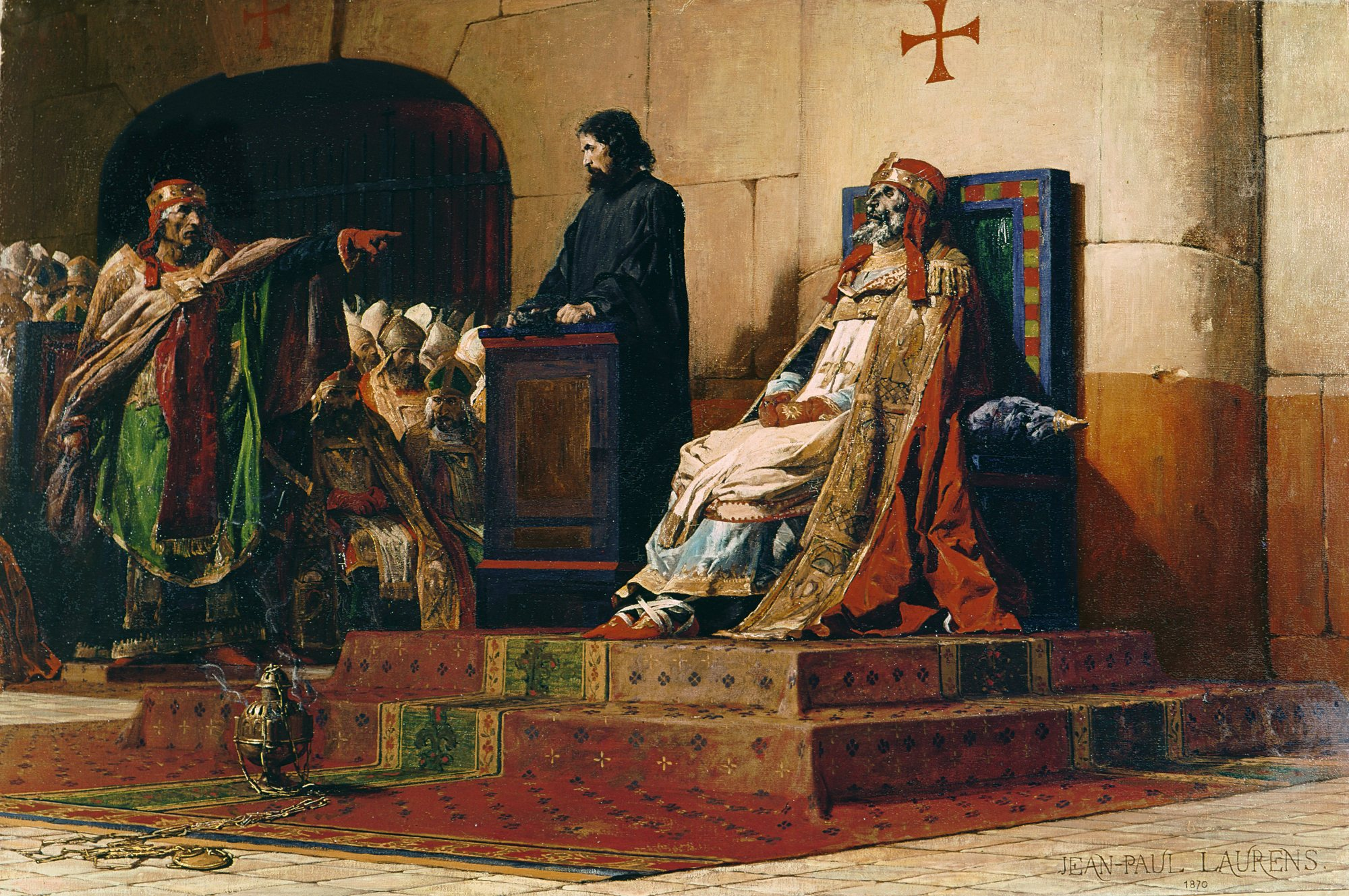
El 1870, l'any que el nou regne d'Itàlia recentment creat va dur a terme la Captura de Roma i posar fi al poder temporal del Papa, Laurens va fer aquesta pintura del Concili Cadavèric.

- Christian Herter de Herter Germans
- Un. Y. Jackson
- Gustave Louis Jaulmes
- Alfred Garth Jones
- Leon Kroll
- Arturo Michelena
- Ella Ferris Pell
- Cristóbal Rojas
- Robert Poughéon (1886–1955)
- Paul Sibra
- René Schützenberger
- William Somerville Cames
- Karl Iens

## Altres fonts
- Desjardins, M. H.. Des peintres au pays des falaises 1830–1940 (en francès).  Fécamp: Éditions des falaises, 2004, p. 108–114.
- Jean-Paul Laurens 1838–1921, peintre d'histoire, Catalogue d'exposition, Musée d'Orsay (en francès).  París: RMN, 1997.